# Diecezja Mantui
Diecezja Mantui – diecezja Kościoła rzymskokatolickiego we Włoszech, a ściślej w Lombardii. Została erygowana w 804 przez papieża Leona III. Należy do metropolii Mediolanu.
Biskupem Mantui w latach 1884-1893 był Giuseppe Melchiorre Sarto, późniejszy Pius X.